# ガビー・カニザレス
ガビー・カニザレス（Gaby Canizales、1960年5月1日 - ）は、アメリカ合衆国のプロボクサー。テキサス州ラレド出身。元WBA・WBO世界バンタム級王者。弟はバンタム級世界王座最多防衛記録を持つ元IBF世界バンタム級王者オルランド・カニザレス。

## 来歴
1979年5月7日、プロデビューを果たし初回KO勝ちで白星でデビューを飾った。
1980年9月13日、オスカー・ゴメスと対戦し6回25秒TKO勝ち。
1982年6月24日、USBA全米バンタム級王者ディエゴ・ロサリオと対戦し5回TKO勝ちで王座獲得に成功した。
1982年9月22日、フランコ・トーレゴーザと対戦し10回TKO勝ちで初防衛に成功した。
1983年3月13日、WBA世界バンタム級王者ジェフ・チャンドラーと対戦し15回0-3(140-148、140-147、141-145)の判定負けで王座獲得に失敗した。
1983年5月13日、ロン・シスネオスと対戦し10回TKO勝ちで2度目の防衛に成功した。
1983年11月12日、ジャームス・プピプスと対戦し6回TKO勝ちで3度目の防衛に成功した。
1984年8月25日、後のIBF世界バンタム級王者ケルビン・シーブルックスと対戦し12回判定勝ちで4度目の防衛に成功した。
1986年3月10日、シーザース・パレスでWBA世界バンタム級王者リチャード・サンドバルと対戦し7回2分56秒TKO勝ちで王座獲得に成功した。
1986年6月4日、ベルナルド・ビニャゴと対戦し15回0-3(142-146、144-148、138-147)の判定負けで初防衛に失敗し王座から陥落した。
1987年11月27日、ルイス・カーティスとUSBA全米バンタム級王座決定戦を行い12回2-0(117-112、115-113、115-115)の判定勝ちで王座返り咲きに成功した。
1988年3月25日、後のWBO世界スーパーバンタム級王者ケニー・ミッチェルと対戦し12回1-2の判定負けで初防衛に失敗し王座から陥落した。
1988年12月15日、アリゾナ州バンタム級王者カルロス・カストロと対戦し3回KO勝ちで王座獲得に成功した。
1990年1月22日、WBC世界バンタム級王者ラウル・ペレスと対戦し12回0-3(109-119、112-116、109-117)の判定負けでWBAに続く王座獲得に失敗した。
1991年3月12日、イスラエル・コントレラスの王座返上に伴うWBO世界バンタム級王座決定戦でミゲール・モーラと対戦し2回1分57秒KO勝ちでWBAに続く王座獲得に成功した。
1991年6月30日、ロンドンのエレファント・アンド・カステル・センターでデューク・マッケンジーと対戦し12回0-3(109-120、2者が108-120)の判定負けで初防衛に失敗し王座から陥落した試合を最後に現役を引退した。

## 獲得タイトル
- USBA全米バンタム級王座
- WBA世界バンタム級王座（防衛0度）
- アリゾナ州バンタム級王座
- WBO世界バンタム級王座（防衛0度）